# 美國住房及城市發展部
，為美国內閣部門之一，負責制定與執行有關住宅及都市規劃之政策。

## 沿革
美国住房与城市发展部成立于1965年9月9日。1966年1月13日改为现名。

## 职责
美国住房与城市发展部承担下列职责：
- 社区计划和发展。主要负责管理有关社区发展的计划和财政援助项目，以提高社区自身发展和管理的能力；向无家可归者提供住所。
- 合理住房和机会均等。主要负责制定和执行有关合理住房的法律和规章制度，防止在住房方面的歧视。
- 住房。主要负责为新建住房和翻建住房提供财政援助，包括为老年人、残疾人、低收入家庭和多人口家庭提供帮助。
- 政策发展和研究。主要负责住房的试验和研究；进行有关住房和社区发展问题的背景分析研究和重点评估；进行有关住房市场的研究，对现行和计划中的项目进行分析；评估新住房和建筑材料及技术的使用等。

## 机构设置
美国住房与城市发展部设美国住房与城市发展部长（Secretary，行政等级第一级）、副部长（Under Secretary，行政等级第三级）、助理部长（Assistant Secretary，行政等级第四级〔相当于司局长级〕）三级官员。司局长级官员按职责分为行政管理助理部长、社区计划和发展助理部长、国会和政府部门间关系助理部长、合理住房和机会均等助理部长、住房助理部长兼联邦住房局局长、政策发展研究助理部长、公共事务助理部长、公众和印第安人住房助理部长八个司局级助理部长职位。
联邦局
- 联邦住房局（英语：Federal Housing Administration）

办公室、中心、图书馆和大学
- 住房和城市发展大学
- 安全办公室
- 应急管理办公室
- 住房和城市发展部警察
- 国立住房和城市发展大学
- 管理和行政
  - 管理办公室
  - 行政办公室
  - 行政法规办公室
  - 道德办公室
  - 合规办公室
  - 原住民事务办公室
  - 司法事务办公室
  - 卫生办公室
  - 政策发展和研究办公室
  - 首席人力资源官办公室
  - 首席财务官办公室
  - 首席人力资本官办公室
  - 首席技术官办公室
  - 总法律顾问办公室
  - 首席采购官
  - 首席信息安全官办公室
  - 首席运营官办公室
  - 通讯办公室
- 总监察长办公室
- 统计办公室
- 情报办公室
- 国际事务办公室
- 信仰和邻里伙伴关系中心
- 部门执法中心
- 社区规划与发展办公室（英语：Office of Community Planning and Development）
- 国会和政府间关系办公室
- 平等就业机会办公室
- 公平住房和平等机会办公室（英语：Office of Fair Housing and Equal Opportunity）
- 外地政策和管理办公室
- 健康住宅和铅危害控制办公室
- 听证会和上诉办公室
- 劳资关系办公室
- 政策发展与研究办公室（英语：HUD USER）
- 公共事务办公室
- 公共和印第安人住房办公室（PIH）
- 小型和弱势企业利用办公室
- 可持续住房和社区办公室

所属公司
- 政府全国抵押协会（吉尼美）（英语：Government National Mortgage Association）
- 联邦全国抵押协会（房利美）
- 联邦家庭贷款抵押公司（房地美）
- 学生抵押贷款公司（萨利美）